# Asciodema
Asciodema is een geslacht van wantsen uit de familie blindwantsen. Het geslacht werd voor het eerst wetenschappelijk beschreven door Odo Reuter in 1878.

## Soorten
Het genus bevat de volgende soort:

- Asciodema obsoleta (Fieber, 1864)